# Дубки (Александровский район)
Дубки — деревня в Александровском районе Владимирской области России. Входит в состав Каринского сельского поселения.

## География
Деревня расположена на берегу реки Малый Киржач в 19 км на юго-восток от центра поселения села Большое Каринское и в 17 км на юго-восток от города Александрова. 

## История
В XIX — начале XX века деревня называлась Погорелка и входила в состав Махринской волости Александровского уезда. Здесь была усадьба богатых помещиков Бехтеевых, воспетая князем И. Долгоруким. С 1926 года — в составе Карабановской волости. В 1859 году в деревне числилось 12 дворов, в 1905 году — 14 дворов, в 1926 году — 15 дворов.
С 1929 года деревня входила в состав Романовского сельсовета Александровского района, с 1948 года — в составе пригородной зоны города Александрова, с 1965 года — в составе Александровского района, с 1969 года — в составе Махринского сельсовета, с 2005 года — в составе Каринского сельского поселения.
В 1966 году деревня Погорелка Романовского сельсовета была переименована в Дубки.

## Население
| 1859 | 1905 | 1926 | 2002 | 2010 | 2021 |
| ---- | ---- | ---- | ---- | ---- | ---- |
| 86   | ↘81  | ↘70  | ↘0   | →0   | →0   |